# Abbeyleix
Abbeyleix eller Abbeylaois (iriska: Mainistir Laoise) är ett samhälle i grevskapet Laois i Irland, belägen cirka 14 kilometer från Portlaoise. Abbeyleix ligger längs med vägen E201 (N8).